# Janji (Dolok Sanggul)
Janji is een bestuurslaag in het regentschap Humbang Hasundutan van de provincie Noord-Sumatra, Indonesië. Janji telt 598 inwoners (volkstelling 2010).